# Nazionale maschile di rugby a 15 del Kenya
La nazionale keniota di rugby a 15 è la selezione maschile di rugby a 15 (o  Rugby union) che rappresenta il Kenya in ambito internazionale.
Attiva dal luglio 1955 quando la selezione del Territorio del Tanganica intraprese un tour nel Paese, dal 1970 opera sotto la giurisdizione della Kenya Rugby Union ed è inquadrata fra le nazionali in via di sviluppo (Developmental) dall'organismo internazionale World Rugby.
Essa non ha mai preso parte ad alcuna edizione della Coppa del Mondo di rugby, ma partecipa regolarmente alla Coppa d'Africa, il campionato continentale, della quale si è aggiudicata il titolo nel 2011 e nel 2013.
Altre competizioni minori che ha disputato sono: la Victoria Cup, vinta nel 2010, e la defunta Coppa delle Nazioni nelle edizioni 2011 e 2017; con regolarità, invece, contende annualmente la tradizionale Elgon Cup all'Uganda.
I giocatori che compongono la squadra nazionale sono comunemente noti col soprannome di Simbas, parola swahili che in italiano significa "leoni".

## Palmarès
- Africa Cup: 2
2011, 2013